# Marie Anna z Gallasu
Marie Anna z Gallasu, rozená Colonnová z Felsu (26. července 1702 Strzelce Opolskie – 6. dubna 1759 Praha) byla česká šlechtična z rodu Colonnů z Felsu a Gallasů.

## Původ
Její matkou byla Johana Aloisie Beatrix z Gallasu (11. května 1680 Frýdlant – 12. července 1716), starší sestra Jana Václava, hraběte z Gallasu provdaná za hraběte Karla Linharta Colonnu z Felsu (3. prosince 1674 Toszek – 6. června 1752 Strzelce Opolskie), otce Marie Anny.

### Manželství
Manžel Marie Anny, hrabě Filip Josef z Gallasu, byl Mariiným vlastním bratrancem a Marie Anna se za něho provdala 15. dubna 1726. Když Filip Josef roku 1757 zemřel bez potomků, stala se jeho vdova Marie Anna dědičkou majetků. Po její smrti měl tento majetek dále přejít na syny její sestry Markéty Aloisie, provdané z Clamu, kteří si navíc museli do svého jména vzít přídomek „Gallas“. Devítiletý Kristián Filip i jeho dvouletý bratr Karel Leopold tak žili po dva roky (1757–1759) pod kuratelou své tety, po smrti Marie Anny se jejich výchovy a dočasné správy zděděných statků ujímá otec obou dědiců a Mariin švagr, hrabě Jan Kryštof z Clamu. Roku 1768 je následně spojení rodů Clamů a Gallasů potvrzeno královnou Marií Terezií, čímž vznikla rodová větev Clam-Gallasů.

## Příbuzenské vztahy
Modře jsou vyznačeni příslušníci rodu Gallasů, zeleně sourozenci Clam-Gallasové.
|                                         |                                         | Kateřina Barbora z Martinic † 1667      | Kateřina Barbora z Martinic † 1667      | Kateřina Barbora z Martinic † 1667      | Kateřina Barbora z Martinic † 1667      | Kateřina Barbora z Martinic † 1667 | Kateřina Barbora z Martinic † 1667 |                                       |                                       | František Ferdinand z Gallasu 1635–1697 | František Ferdinand z Gallasu 1635–1697 | František Ferdinand z Gallasu 1635–1697     | František Ferdinand z Gallasu 1635–1697     | František Ferdinand z Gallasu 1635–1697     | František Ferdinand z Gallasu 1635–1697     |                                             |                                             |                                        |                                        |                                        |                                        | Johana Emerenciana z Gaschin-Rosenbergu † 1735 | Johana Emerenciana z Gaschin-Rosenbergu † 1735 | Johana Emerenciana z Gaschin-Rosenbergu † 1735 | Johana Emerenciana z Gaschin-Rosenbergu † 1735 | Johana Emerenciana z Gaschin-Rosenbergu † 1735 | Johana Emerenciana z Gaschin-Rosenbergu † 1735 |                                                    |                                                    |                                                    |                                                    |                                                    |                                                    |                                      |                                      |                                 |                                 |                                 |                                 |                                 |                                 |                                |                                |                                |                                |                                |                                |  |  |                                          |                                          |                                          |                                          |                                          |                                          |  |  |
|                                         |                                         | Kateřina Barbora z Martinic † 1667      | Kateřina Barbora z Martinic † 1667      | Kateřina Barbora z Martinic † 1667      | Kateřina Barbora z Martinic † 1667      | Kateřina Barbora z Martinic † 1667 | Kateřina Barbora z Martinic † 1667 |                                       |                                       | František Ferdinand z Gallasu 1635–1697 | František Ferdinand z Gallasu 1635–1697 | František Ferdinand z Gallasu 1635–1697     | František Ferdinand z Gallasu 1635–1697     | František Ferdinand z Gallasu 1635–1697     | František Ferdinand z Gallasu 1635–1697     |                                             |                                             |                                        |                                        |                                        |                                        | Johana Emerenciana z Gaschin-Rosenbergu † 1735 | Johana Emerenciana z Gaschin-Rosenbergu † 1735 | Johana Emerenciana z Gaschin-Rosenbergu † 1735 | Johana Emerenciana z Gaschin-Rosenbergu † 1735 | Johana Emerenciana z Gaschin-Rosenbergu † 1735 | Johana Emerenciana z Gaschin-Rosenbergu † 1735 |                                                    |                                                    |                                                    |                                                    |                                                    |                                                    |                                      |                                      |                                 |                                 |                                 |                                 |                                 |                                 |                                |                                |                                |                                |                                |                                |  |  |                                          |                                          |                                          |                                          |                                          |                                          |  |  |
|                                         |                                         |                                         |                                         |                                         |                                         |                                    |                                    |                                       |                                       |                                         |                                         |                                             |                                             |                                             |                                             |                                             |                                             |                                        |                                        |                                        |                                        |                                                |                                                |                                                |                                                |                                                |                                                |                                                    |                                                    |                                                    |                                                    |                                                    |                                                    |                                      |                                      |                                 |                                 |                                 |                                 |                                 |                                 |                                |                                |                                |                                |                                |                                |  |  |                                          |                                          |                                          |                                          |                                          |                                          |  |  |
|                                         |                                         |                                         |                                         |                                         |                                         |                                    |                                    |                                       |                                       |                                         |                                         |                                             |                                             |                                             |                                             |                                             |                                             |                                        |                                        |                                        |                                        |                                                |                                                |                                                |                                                |                                                |                                                |                                                    |                                                    |                                                    |                                                    |                                                    |                                                    |                                      |                                      |                                 |                                 |                                 |                                 |                                 |                                 |                                |                                |                                |                                |                                |                                |  |  |                                          |                                          |                                          |                                          |                                          |                                          |  |  |
|                                         |                                         | Rudolf z Gallasu 1678–1699              | Rudolf z Gallasu 1678–1699              | Rudolf z Gallasu 1678–1699              | Rudolf z Gallasu 1678–1699              | Rudolf z Gallasu 1678–1699         | Rudolf z Gallasu 1678–1699         |                                       |                                       | Johana Beatrix z Gallasu 1680–1716      | Johana Beatrix z Gallasu 1680–1716      | Johana Beatrix z Gallasu 1680–1716          | Johana Beatrix z Gallasu 1680–1716          | Johana Beatrix z Gallasu 1680–1716          | Johana Beatrix z Gallasu 1680–1716          |                                             |                                             |                                        |                                        |                                        |                                        | Karel Linhart Colonna z Felsu 1674–1716        | Karel Linhart Colonna z Felsu 1674–1716        | Karel Linhart Colonna z Felsu 1674–1716        | Karel Linhart Colonna z Felsu 1674–1716        | Karel Linhart Colonna z Felsu 1674–1716        | Karel Linhart Colonna z Felsu 1674–1716        |                                                    |                                                    | Marie Anna z Ditrichštejna 1681–1704               | Marie Anna z Ditrichštejna 1681–1704               | Marie Anna z Ditrichštejna 1681–1704               | Marie Anna z Ditrichštejna 1681–1704               | Marie Anna z Ditrichštejna 1681–1704 | Marie Anna z Ditrichštejna 1681–1704 |                                 |                                 |                                 |                                 |                                 |                                 | Jan Václav z Gallasu 1671–1719 | Jan Václav z Gallasu 1671–1719 | Jan Václav z Gallasu 1671–1719 | Jan Václav z Gallasu 1671–1719 | Jan Václav z Gallasu 1671–1719 | Jan Václav z Gallasu 1671–1719 |  |  | Marie Arnoštka z Ditrichštejna 1688–1745 | Marie Arnoštka z Ditrichštejna 1688–1745 | Marie Arnoštka z Ditrichštejna 1688–1745 | Marie Arnoštka z Ditrichštejna 1688–1745 | Marie Arnoštka z Ditrichštejna 1688–1745 | Marie Arnoštka z Ditrichštejna 1688–1745 |  |  |
|                                         |                                         | Rudolf z Gallasu 1678–1699              | Rudolf z Gallasu 1678–1699              | Rudolf z Gallasu 1678–1699              | Rudolf z Gallasu 1678–1699              | Rudolf z Gallasu 1678–1699         | Rudolf z Gallasu 1678–1699         |                                       |                                       | Johana Beatrix z Gallasu 1680–1716      | Johana Beatrix z Gallasu 1680–1716      | Johana Beatrix z Gallasu 1680–1716          | Johana Beatrix z Gallasu 1680–1716          | Johana Beatrix z Gallasu 1680–1716          | Johana Beatrix z Gallasu 1680–1716          |                                             |                                             |                                        |                                        |                                        |                                        | Karel Linhart Colonna z Felsu 1674–1716        | Karel Linhart Colonna z Felsu 1674–1716        | Karel Linhart Colonna z Felsu 1674–1716        | Karel Linhart Colonna z Felsu 1674–1716        | Karel Linhart Colonna z Felsu 1674–1716        | Karel Linhart Colonna z Felsu 1674–1716        |                                                    |                                                    | Marie Anna z Ditrichštejna 1681–1704               | Marie Anna z Ditrichštejna 1681–1704               | Marie Anna z Ditrichštejna 1681–1704               | Marie Anna z Ditrichštejna 1681–1704               | Marie Anna z Ditrichštejna 1681–1704 | Marie Anna z Ditrichštejna 1681–1704 |                                 |                                 |                                 |                                 |                                 |                                 | Jan Václav z Gallasu 1671–1719 | Jan Václav z Gallasu 1671–1719 | Jan Václav z Gallasu 1671–1719 | Jan Václav z Gallasu 1671–1719 | Jan Václav z Gallasu 1671–1719 | Jan Václav z Gallasu 1671–1719 |  |  | Marie Arnoštka z Ditrichštejna 1688–1745 | Marie Arnoštka z Ditrichštejna 1688–1745 | Marie Arnoštka z Ditrichštejna 1688–1745 | Marie Arnoštka z Ditrichštejna 1688–1745 | Marie Arnoštka z Ditrichštejna 1688–1745 | Marie Arnoštka z Ditrichštejna 1688–1745 |  |  |
|                                         |                                         |                                         |                                         |                                         |                                         |                                    |                                    |                                       |                                       |                                         |                                         |                                             |                                             |                                             |                                             |                                             |                                             |                                        |                                        |                                        |                                        |                                                |                                                |                                                |                                                |                                                |                                                |                                                    |                                                    |                                                    |                                                    |                                                    |                                                    |                                      |                                      |                                 |                                 |                                 |                                 |                                 |                                 |                                |                                |                                |                                |                                |                                |  |  |                                          |                                          |                                          |                                          |                                          |                                          |  |  |
|                                         |                                         |                                         |                                         |                                         |                                         |                                    |                                    |                                       |                                       |                                         |                                         |                                             |                                             |                                             |                                             |                                             |                                             |                                        |                                        |                                        |                                        |                                                |                                                |                                                |                                                |                                                |                                                |                                                    |                                                    |                                                    |                                                    |                                                    |                                                    |                                      |                                      |                                 |                                 |                                 |                                 |                                 |                                 |                                |                                |                                |                                |                                |                                |  |  |                                          |                                          |                                          |                                          |                                          |                                          |  |  |
| Jan Kryštof z Clamu 1702–1778           | Jan Kryštof z Clamu 1702–1778           | Jan Kryštof z Clamu 1702–1778           | Jan Kryštof z Clamu 1702–1778           | Jan Kryštof z Clamu 1702–1778           | Jan Kryštof z Clamu 1702–1778           |                                    |                                    |                                       |                                       |                                         |                                         | Markéta Aloisie Colonnová z Felsu 1714–1782 | Markéta Aloisie Colonnová z Felsu 1714–1782 | Markéta Aloisie Colonnová z Felsu 1714–1782 | Markéta Aloisie Colonnová z Felsu 1714–1782 | Markéta Aloisie Colonnová z Felsu 1714–1782 | Markéta Aloisie Colonnová z Felsu 1714–1782 |                                        |                                        |                                        |                                        |                                                |                                                |                                                |                                                |                                                |                                                | Marie Anna Colonnová z Felsu (z Gallasu) 1702–1759 | Marie Anna Colonnová z Felsu (z Gallasu) 1702–1759 | Marie Anna Colonnová z Felsu (z Gallasu) 1702–1759 | Marie Anna Colonnová z Felsu (z Gallasu) 1702–1759 | Marie Anna Colonnová z Felsu (z Gallasu) 1702–1759 | Marie Anna Colonnová z Felsu (z Gallasu) 1702–1759 |                                      |                                      | Filip Josef z Gallasu 1703–1757 | Filip Josef z Gallasu 1703–1757 | Filip Josef z Gallasu 1703–1757 | Filip Josef z Gallasu 1703–1757 | Filip Josef z Gallasu 1703–1757 | Filip Josef z Gallasu 1703–1757 |                                |                                |                                |                                |                                |                                |  |  |                                          |                                          |                                          |                                          |                                          |                                          |  |  |
| Jan Kryštof z Clamu 1702–1778           | Jan Kryštof z Clamu 1702–1778           | Jan Kryštof z Clamu 1702–1778           | Jan Kryštof z Clamu 1702–1778           | Jan Kryštof z Clamu 1702–1778           | Jan Kryštof z Clamu 1702–1778           |                                    |                                    |                                       |                                       |                                         |                                         | Markéta Aloisie Colonnová z Felsu 1714–1782 | Markéta Aloisie Colonnová z Felsu 1714–1782 | Markéta Aloisie Colonnová z Felsu 1714–1782 | Markéta Aloisie Colonnová z Felsu 1714–1782 | Markéta Aloisie Colonnová z Felsu 1714–1782 | Markéta Aloisie Colonnová z Felsu 1714–1782 |                                        |                                        |                                        |                                        |                                                |                                                |                                                |                                                |                                                |                                                | Marie Anna Colonnová z Felsu (z Gallasu) 1702–1759 | Marie Anna Colonnová z Felsu (z Gallasu) 1702–1759 | Marie Anna Colonnová z Felsu (z Gallasu) 1702–1759 | Marie Anna Colonnová z Felsu (z Gallasu) 1702–1759 | Marie Anna Colonnová z Felsu (z Gallasu) 1702–1759 | Marie Anna Colonnová z Felsu (z Gallasu) 1702–1759 |                                      |                                      | Filip Josef z Gallasu 1703–1757 | Filip Josef z Gallasu 1703–1757 | Filip Josef z Gallasu 1703–1757 | Filip Josef z Gallasu 1703–1757 | Filip Josef z Gallasu 1703–1757 | Filip Josef z Gallasu 1703–1757 |                                |                                |                                |                                |                                |                                |  |  |                                          |                                          |                                          |                                          |                                          |                                          |  |  |
|                                         |                                         |                                         |                                         |                                         |                                         |                                    |                                    |                                       |                                       |                                         |                                         |                                             |                                             |                                             |                                             |                                             |                                             |                                        |                                        |                                        |                                        |                                                |                                                |                                                |                                                |                                                |                                                |                                                    |                                                    |                                                    |                                                    |                                                    |                                                    |                                      |                                      |                                 |                                 |                                 |                                 |                                 |                                 |                                |                                |                                |                                |                                |                                |  |  |                                          |                                          |                                          |                                          |                                          |                                          |  |  |
|                                         |                                         |                                         |                                         |                                         |                                         |                                    |                                    |                                       |                                       |                                         |                                         |                                             |                                             |                                             |                                             |                                             |                                             |                                        |                                        |                                        |                                        |                                                |                                                |                                                |                                                |                                                |                                                |                                                    |                                                    |                                                    |                                                    |                                                    |                                                    |                                      |                                      |                                 |                                 |                                 |                                 |                                 |                                 |                                |                                |                                |                                |                                |                                |  |  |                                          |                                          |                                          |                                          |                                          |                                          |  |  |
| Kristián Filip z Clam-Gallasu 1748–1805 | Kristián Filip z Clam-Gallasu 1748–1805 | Kristián Filip z Clam-Gallasu 1748–1805 | Kristián Filip z Clam-Gallasu 1748–1805 | Kristián Filip z Clam-Gallasu 1748–1805 | Kristián Filip z Clam-Gallasu 1748–1805 |                                    |                                    | Karolína Josefína Sporcková 1752–1799 | Karolína Josefína Sporcková 1752–1799 | Karolína Josefína Sporcková 1752–1799   | Karolína Josefína Sporcková 1752–1799   | Karolína Josefína Sporcková 1752–1799       | Karolína Josefína Sporcková 1752–1799       |                                             |                                             |                                             |                                             | Karel Leopold z Clam-Gallasu 1755–1784 | Karel Leopold z Clam-Gallasu 1755–1784 | Karel Leopold z Clam-Gallasu 1755–1784 | Karel Leopold z Clam-Gallasu 1755–1784 | Karel Leopold z Clam-Gallasu 1755–1784         | Karel Leopold z Clam-Gallasu 1755–1784         |                                                |                                                | Antonie Skrbenská z Hříště 1757–1783           | Antonie Skrbenská z Hříště 1757–1783           | Antonie Skrbenská z Hříště 1757–1783               | Antonie Skrbenská z Hříště 1757–1783               | Antonie Skrbenská z Hříště 1757–1783               | Antonie Skrbenská z Hříště 1757–1783               |                                                    |                                                    |                                      |                                      |                                 |                                 |                                 |                                 |                                 |                                 |                                |                                |                                |                                |                                |                                |  |  |                                          |                                          |                                          |                                          |                                          |                                          |  |  |
| Kristián Filip z Clam-Gallasu 1748–1805 | Kristián Filip z Clam-Gallasu 1748–1805 | Kristián Filip z Clam-Gallasu 1748–1805 | Kristián Filip z Clam-Gallasu 1748–1805 | Kristián Filip z Clam-Gallasu 1748–1805 | Kristián Filip z Clam-Gallasu 1748–1805 |                                    |                                    | Karolína Josefína Sporcková 1752–1799 | Karolína Josefína Sporcková 1752–1799 | Karolína Josefína Sporcková 1752–1799   | Karolína Josefína Sporcková 1752–1799   | Karolína Josefína Sporcková 1752–1799       | Karolína Josefína Sporcková 1752–1799       |                                             |                                             |                                             |                                             | Karel Leopold z Clam-Gallasu 1755–1784 | Karel Leopold z Clam-Gallasu 1755–1784 | Karel Leopold z Clam-Gallasu 1755–1784 | Karel Leopold z Clam-Gallasu 1755–1784 | Karel Leopold z Clam-Gallasu 1755–1784         | Karel Leopold z Clam-Gallasu 1755–1784         |                                                |                                                | Antonie Skrbenská z Hříště 1757–1783           | Antonie Skrbenská z Hříště 1757–1783           | Antonie Skrbenská z Hříště 1757–1783               | Antonie Skrbenská z Hříště 1757–1783               | Antonie Skrbenská z Hříště 1757–1783               | Antonie Skrbenská z Hříště 1757–1783               |                                                    |                                                    |                                      |                                      |                                 |                                 |                                 |                                 |                                 |                                 |                                |                                |                                |                                |                                |                                |  |  |                                          |                                          |                                          |                                          |                                          |                                          |  |  |